# Acanthodelta hieroglyphigera
Acanthodelta hieroglyphigera är en fjärilsart som beskrevs av Embrik Strand 1912. Acanthodelta hieroglyphigera ingår i släktet Acanthodelta och familjen nattflyn. Inga underarter finns listade i Catalogue of Life.